# Rete micorrizica

La "rete micorrizica" crea un sistema di "relazioni sociali"

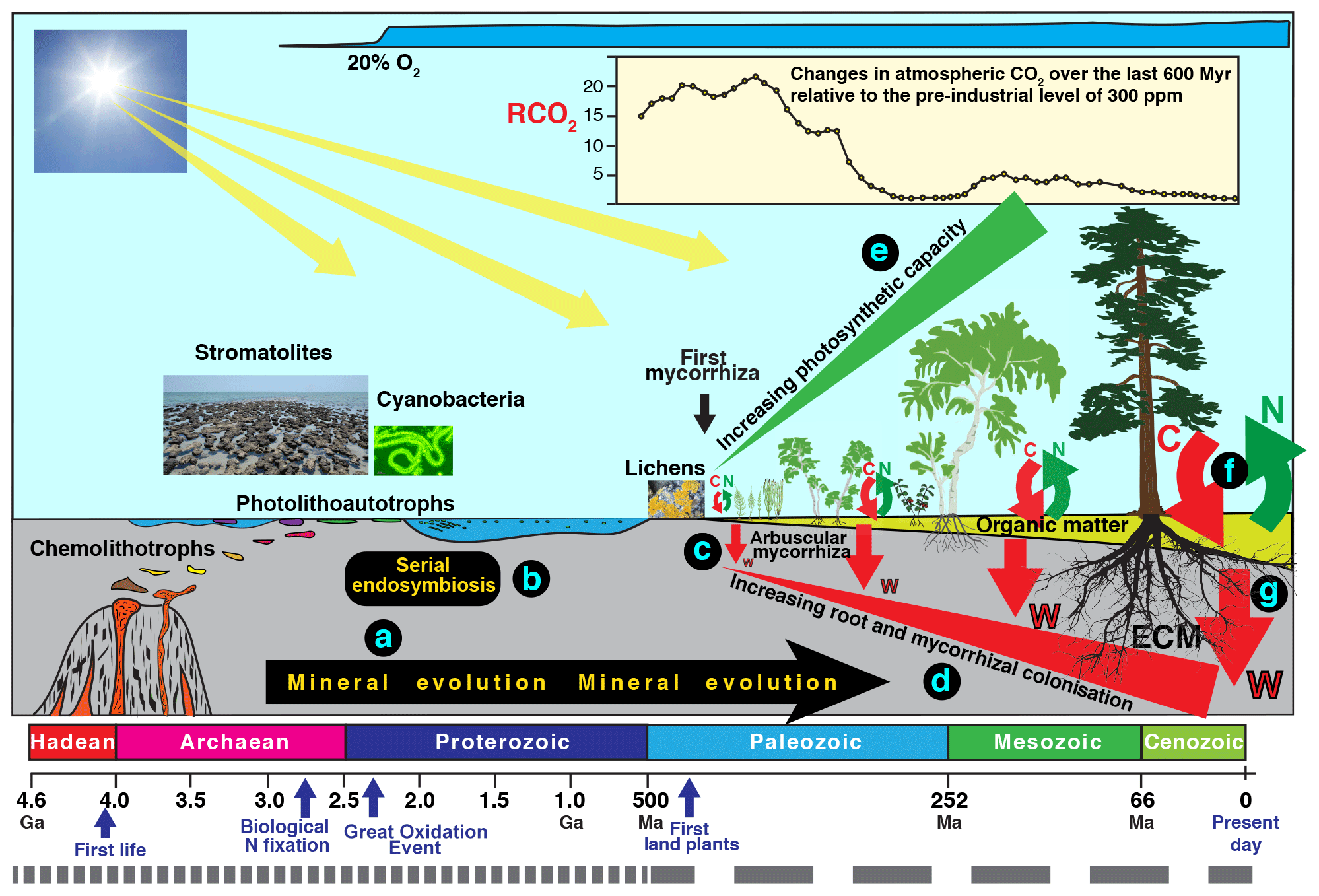
Ruolo evolutivo ed ecologico della rete micorrizica nel processo di biometeorizzazione.

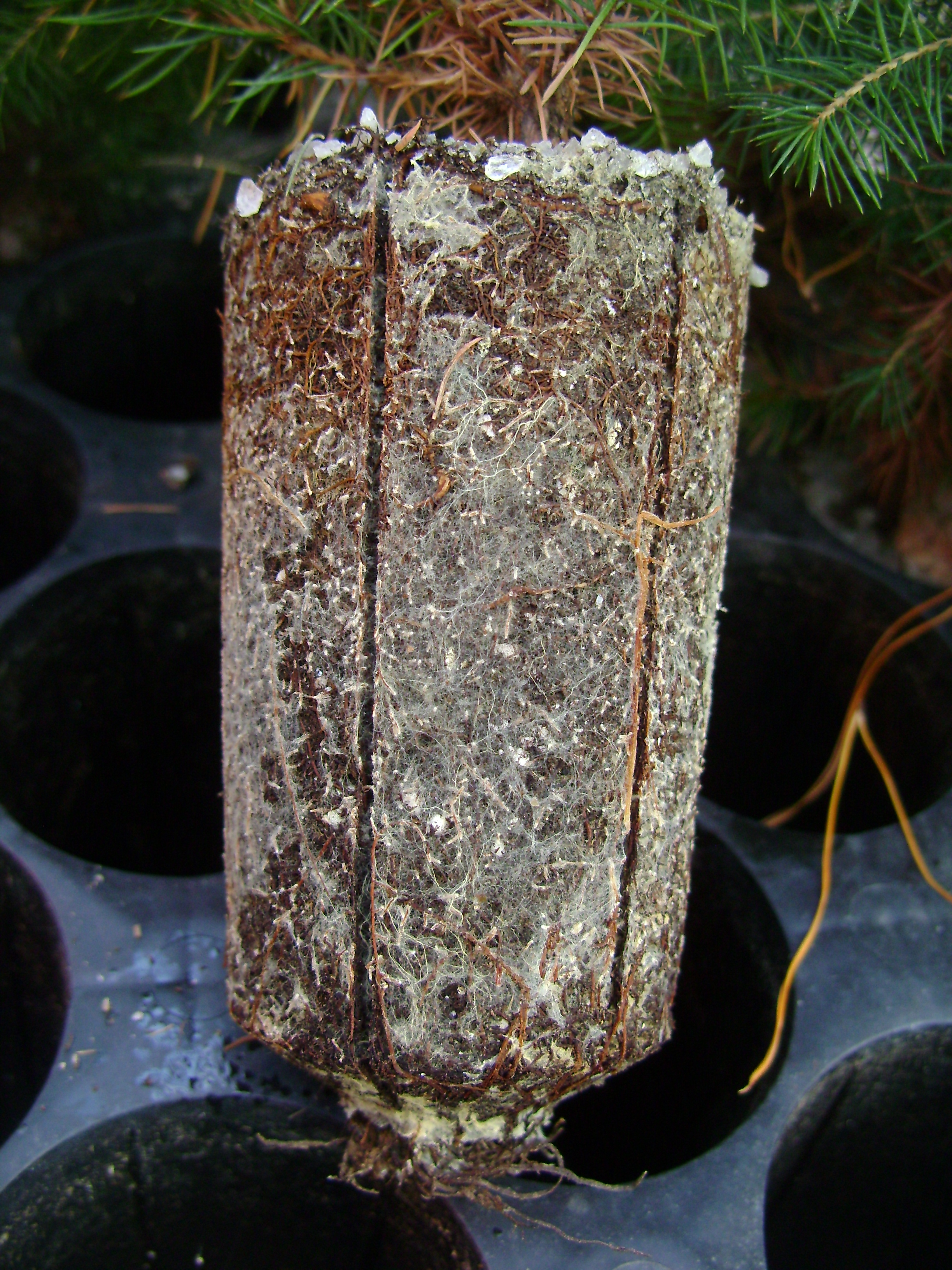
Rete micorrizica su abete bianco, una conifera comune nelle foreste miste. Il micelio (in bianco) assume la forma di sottili filamenti (ife) in grado di coprire le radici (in marrone) come un piumino.

Una rete micorrizica (definita anche come Common Mycorrhizal Network o CMN) si crea quando gli apparati radicali di due piante sono "colonizzati" dallo stesso fungo micorrizico e quest'ultimo costituisce il "canale di comunicazione" tra i due individui vegetali permettendo il transito di acqua, carbonio, azoto, nutrienti e mediatori chimici.

## Descrizione
L'interazione tra gli apparati radicali e i miceli fungini costituisce, quindi, una rete ecologica  sotterranea, che alcuni biologi hanno colloquialmente indicato, con felice intuizione e in analogia alla rete mondiale tra computer, Wood Wide Web.
Questo fenomeno ha una rilevante influenza sulle possibilità di sopravvivenza delle piante in un ecosistema. È stato infatti dimostrato come l'esistenza di queste connessioni favorisca la crescita e lo sviluppo delle piante stesse. Ciò avviene principalmente in due modi: ottimizzando la nutrizione minerale (trasferimento di risorse come carbonio, azoto e fosforo tra i partner); migliore tolleranza o resistenza (resilienza) delle piante nei confronti di stress biotici (impatto di patogeni fungini, batterici o nematodi) e/o abiotici (stress salino, idrico, da metalli pesanti). Questo fenomeno svolge quindi un ruolo importante nei meccanismi di costituzione delle comunità vegetali. Gli studi condotti, ad oggi, su questo tema hanno esaminato i seguenti aspetti:
1. confermare l'esistenza delle reti micorriziche all'interno di un ecosistema;
2. dimostrare il trasferimento di risorse tra le diverse componenti;
3. studiare le caratteristiche morfologiche e topologiche delle reti;
4. determinare la loro influenza ecologica.

## La scoperta delle reti micorriziche

### Gli inizi
È stata la ricercatrice canadese Suzanne Simard la prima ad ipotizzare (articolo pubblicato su Nature nel 1997) l'esistenza di questa rete sociale sotterranea per il trasferimento del carbonio ed altri elementi tramite le micorrize tra alberi diversi in condizioni naturali.

### Piante micoeterotrofiche e mixotrofiche

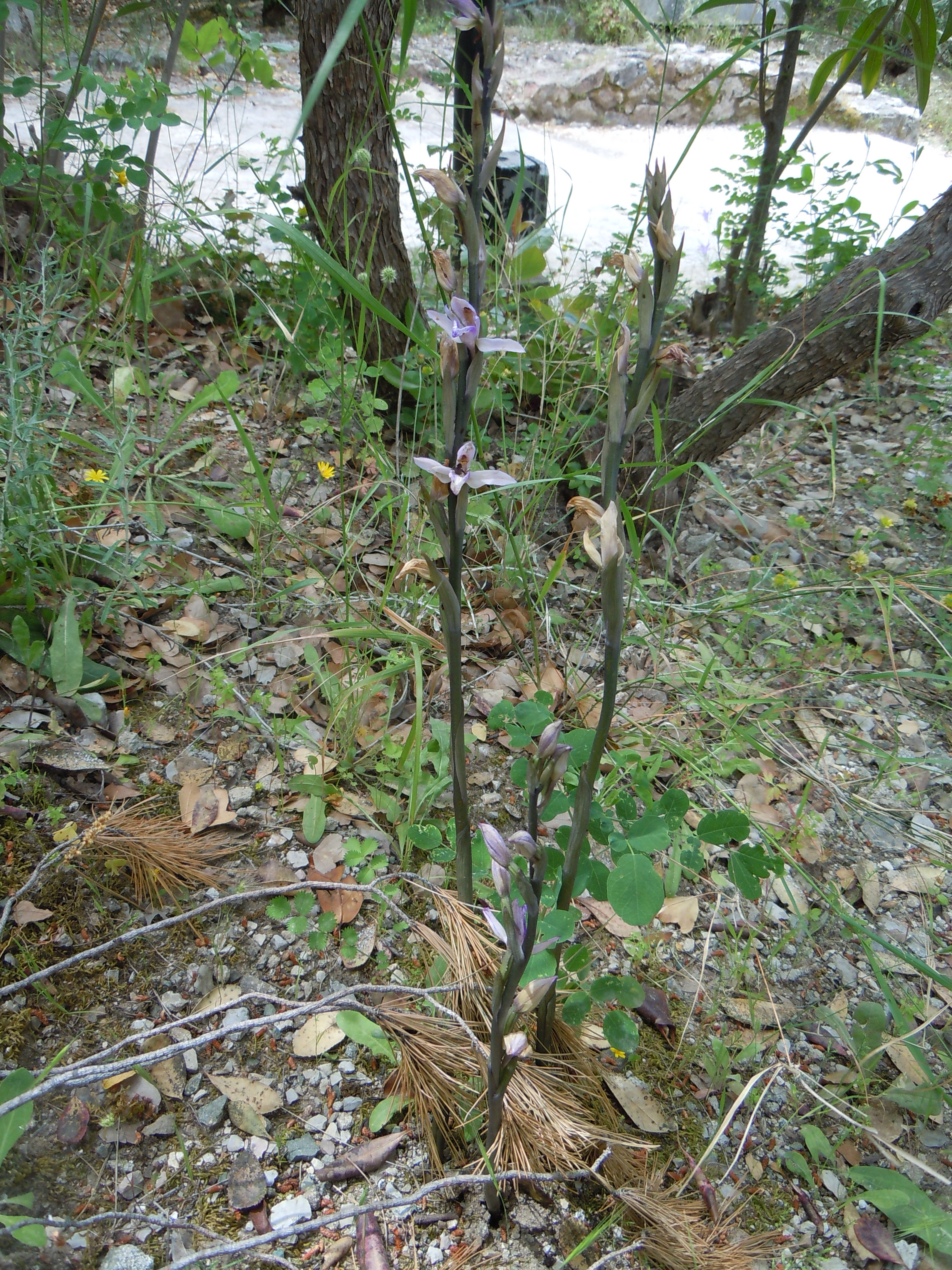
Limodorum abortivum: un'orchidacea spontanea tipica del bacino mediterraneo. Esempio di pianta micoeterotrofa che trae energia e nutrienti dalle reti micorriziche.

La maggior parte delle piante vascolari sono autotrofe; in altre parole catturano la radiazione luminosa attraverso le loro foglie e, grazie ai loro pigmenti clorofilliani, sintetizzano i composti a base di carbonio, come gli zuccheri, necessari per la loro crescita e sviluppo. Esistono, tuttavia, alcune piante prive di clorofilla e che, quindi, non sono in grado di catturare e utilizzare direttamente questa energia. Questi organismi vengono indicati come eterotrofi micobatterici. Vale a dire che sono in simbiosi con una, o più, specie di funghi micorrizici, a loro volta associati a una, o più, piante autotrofe. Questa connessione consente la circolazione di carbonio e nutrienti tra i vari partner dell'associazione; il fungo svolge un ruolo chiave in quanto garantisce alla pianta priva di clorofilla le risorse necessarie per il suo sviluppo e crescita. È dagli studi su questo specifico fenomeno delle associazioni simbiotiche che è stata evidenziata la prima prova dell'esistenza di reti micorriziche. Le piante mico-eterotrofe sono vegetali che non sono in grado di realizzare la fotosintesi e si affidano quindi, per la loro sopravvivvenza, al trasferimento di carbonio da parte delle reti micorriziche come principale fonte di energia. Questo gruppo di piante comprende circa 400 specie. Alcune famiglie che includono specie micotrofiche sono: Ericaceae, Orchidaceae, Monotropaceae e Gentianaceae. Anche alcune specie di piante mixotrofiche beneficiano delle connessioni ifali. Queste piante hanno foglie completamente sviluppate ma, vivendo solitamente nel sottobosco, la limitata disponibilità di luce ne limita la loro capacità fotosintetiche.
Sulla base del lavoro citato è stato quindi ipotizzato il possibile trasferimento di risorse tra individui interconnessi. Nel caso di questo studio, è stato controllato il flusso di un isotopo del carbonio (14C) tra le conifere e una specie micobatterica eterotrofa (Monotropa hypopitys). Successivamente, nel 1988, Newman suggerì che piante micorrizate cresciute insieme all'interno di un ecosistema (foresta o prateria) potevano essere interconnesse da una rete micorrizica comune. La presenza di queste reti sembrava influenzare in modo rilevante il funzionamento e la dinamica degli stessi habitat.

## La formazione della rete micorrizica
Gli studi effettuati successivamente si sono concentrati sui meccanismi specifici che portavano alla formazione di queste reti. Convenzionalmente, la formazione di una rete micorrizica avviene quando le ife miceliali si fondono per anastomosi, consentendo così l'interconnessione tra i diversi individui vegetali. Questa rete favorisce, in genere, gli individui che esprimono una strategia micorrizica identica. La creazione di una rete micorriziale dipende quindi dalla capacità di una pianta di entrare in associazione micorrizica con una o più specie fungine compatibili. Questa compatibilità è regolata dal vincolo della potenziale "specificità micorrizica" dei simbionti. Tra queste associazioni, pertanto, esiste una gradualità che va da una bassa specificità (associazione con più partner) a un'alta specificità (associazione con uno, o un numero limitato, di partner). Questo fenomeno di specificità micorrizica è molto importante per comprendere le dinamiche delle comunità vegetali e i meccanismi di creazione di una rete condivisa. Si ritiene che la probabilità di creare una rete micorrizica sia maggiore se i partner fungini esprimono una bassa specificità micorrizica.
La capacità di una pianta di stabilire una relazione reciprocamente vantaggiosa con il suo partner fungino è influenzata da fattori:
1. ambientali[12];
2. ecologici[13][14];
3. genetici[15][16];
4. fisiologici[17].

Ad oggi, grazie ai progressi tecnologici e della biologia molecolare, vi sono prove crescenti dell'esistenza di reti micorriziali in una vasta gamma di ecosistemi. La loro presenza è stata osservata in particolare nelle foreste (temperate, boreali e tropicali) nonché nelle praterie e nelle savane.

## Il trasporto delle risorse all'interno di una rete micorrizica
Dalla scoperta dell'esistenza di una rete micorrizica, numerosi studi si sono concentrati sulle modalità di trasferimento delle risorse all'interno di questa rete ecologica e in particolare sulla circolazione del carbonio. A partire dal lavoro di Björkman, il trasferimento di carbonio tra piante eterotrofe che esprimono diverse strategie micorriziche [ad es. micorrize arbuscolari (AMF), ectomicorrize (EcM)] è stato oggetto di studi più approfonditi. È stato dimostrato, attraverso diversi studi sui meccanismi, il trasferimento reciproco del 14C tra più piante riceventi. Ciò solleva la questione della potenziale esistenza di un fenomeno di movimento bidirezionale di risorse tra partner collegati in una rete. Nell'ambito di esperimenti in laboratorio e in campo, l'uso della doppia marcatura isotopica (14C, 13C) ha permesso di identificare più precisamente le modalità di trasferimento tra Pseudotsuga menziesii e Betula papyrifera coinvolte in una rete micorrizica. Gli isotopi sono stati rilevati nelle piante riceventi durante tutti gli esperimenti di trasferimento, indicando così un certo movimento di carbonio dal fungo ai tessuti vegetali. Sin dal primo anno degli esperimenti, sia in laboratorio sia in campo, è stato osservato un trasferimento paritario di carbonio tra P. menziesii e B. papyrifera. Durante il secondo anno, invece, P. menziesii ha avuto un guadagno netto di carbonio da B. papyrifera. Altri esperimenti effettuati successivamente hanno mostrato che, secondo la specie, la circolazione del carbonio poteva variare in modo rilevante. Per questo motivo si è giunti alla conclusione che i fenomeni di interconnessione ecologica e i meccanismi risultanti erano di natura più complessa in cui entravano in gioco una moltitudine di variabili.
Le indagini sui fenomeni di trasferimento attraverso questa rete, non si sono però limitati al solo carbonio ma hanno evidenziato l'effettiva circolazione di altri elementi quali l'acqua o l'azoto. Kristina Arnebrant, ad esempio, ha dimostrato, nel corso di un esperimento in condizioni controllate all'interno di microcosmi, la rispettiva traslocazione di azoto marcato (15N) tra le piantine di Pinus contorta e Alnus glutinosa collegate tra loro in una rete funzionale dal partner comune Paxillus involutus (fungo ectomicorrizico).
Successivamente, Louise Egerton ha dimostrato l'effettiva circolazione di un flusso d'acqua, attraverso una connessione miceliare, tra piante sane verso piante sotto stress idrico. Questa rete ecologica, pertanto, potrebbe essere un fattore importante per la sopravvivenza delle piante durante situazioni di carenza idrica.
Questi scambi bilaterali possono essere molto importanti. In una foresta temperata, è stato stimato che fino al 40 % della biomassa delle radici più fini proviene da alberi vicini, ma il bilancio netto tra gli alberi è probabilmente zero, in quanto ciascuno dà e, contemporaneamente, riceve.
Alcuni studi sui sistemi micorrizici arbuscolari (AMF) hanno fornito maggiori informazioni evidenziando che i modelli di trasferimento di composti tra individui interconnessi presentavano alcune differenze rispetto ai sistemi ectomicorrizici (ECM). Questi studi si sono focalizzati, in particolare, sui quei fattori che potevano influenzare e limitare i processi di circolazione delle risorse all'interno di questi sistemi. I risultati hanno evidenziato in particolare:
1. l'esistenza di una relazione source-sink tra il "donatore" e il "destinatario";
2. i tratti funzionali dei partecipanti alla simbiosi (piante e funghi).

Esistono, inoltre, molti altri fattori che possono influenzare i meccanismi di trasferimento e la formazione di una rete micorriziale. Ad esempio, la fauna del suolo, quali i collemboli e i lombrichi, che si nutre di ife e spore di funghi micorrizici. In tal caso la diversità dei partner fungini in un ecosistema può ridursi limitando i fenomeni di interazione simbiotica con le piante presenti. Questi fattori saranno quindi determinanti sulla struttura, sull'estensione e sulla formazione della rete micorrizica.

## Struttura di una rete micorrizica

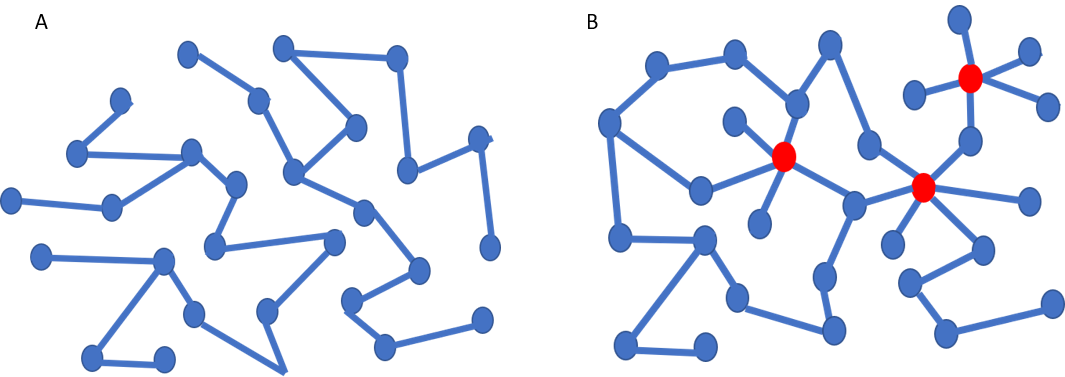
Differenti topologie di una rete micorrizica, Figura A: Struttura casuale o regolare, Figura B: Struttura senza scala

Per definizione, una rete (in generale) indica un insieme di elementi interconnessi il cui collegamento consente una circolazione continua di flussi (ad es. risorse, energia, informazioni...). Questo è il motivo per cui il funzionamento e la struttura delle comuni reti micorriziali possono essere paragonate al funzionamento delle altre tipologie di reti esistenti (quali le reti neurali, linfatiche, informatiche, ecc.). La circolazione degli elementi all'interno di questi sistemi funziona secondo il meccanismo "donatore / accettore". I vegetali interconnessi possono, in questa rete, ricoprire diversi ruoli. Alcuni rilasceranno le risorse necessarie (nutrienti, acqua, carbonio, ecc.) per rispondere ad un contesto specifico (sopravvivenza, protezione, alimentazione, ecc.). Questi elementi circoleranno attraverso la rete funzionale e saranno indirizzati verso gli organismi riceventi. I trasporto sarebbe regolato tanto dai metodi di dispendio di carbonio effettuati dalle piante verso i loro partner fungini, quanto dalle loro stesse energie di assimilazione delle risorse. È possibile quindi affermare che attraverso questa rete esiste un certo continuum "source-sink" che modula i meccanismi di trasferimento.
I principali elementi dell'architettura di una rete micorrizica sono la sua morfologia e la disposizione spaziale dei miceli fungini coinvolti. Una caratteristica morfologica presente in alcuni organismi fungini ectomicorrizici è la formazione di rizomorfi (filamenti di ife, corde). Questi organi sono particolarmente idonei alla formazione di una rete funzionale. In effetti, queste strutture ben differenziate possono raggiungere una lunghezza notevole, la cui anatomia interna è particolarmente efficiente nel trasporto di acqua e sostanze nutritive attraverso la matrice del suolo. Questi elementi consentono anche una più rapida colonizzazione delle giovani piantine, facilitando la loro crescita. Sono espressi principalmente da generi come Boletus, Cortinarius, Paxillus, Piloderma, Pisolithus, Rhizopogon, Suillus e Tricholoma.
Si stima che all'interno delle reti micorriziche vi sia una grande diversità di strutture a seconda degli ecosistemi e dei partner coinvolti. Stiamo parlando della topologia delle reti micorriziche. La parola topologia si riferisce alla disposizione dei vari elementi (nodi, collegamenti) all'interno di una rete di comunicazione. Questo concetto di topologia può essere applicato a diversi tipi di reti esistenti. Ad esempio, all'interno di una rete di computer, i "nodi" e i "collegamenti" potrebbero essere i diversi computer collegati tramite cavi. All'interno di una rete neurologica si parlerebbe di neuroni e assoni. Ora, se estrapoliamo qualsiasi ecosistema (ad es. una foresta), questo potrebbe essere costituito da alberi e ife micorriziche. I collegamenti tra i diversi nodi della rete (gli alberi) possono essere brevi o lunghi a seconda dei tratti funzionali miceliali del partner fungino coinvolto e delle condizioni ambientali. Ciò influenzerà non solo la sua struttura complessiva, ma anche il numero di connessioni possibili tra le piante.
Esistono diverse rappresentazioni topologiche per queste reti, i) topologia casuale o regolare, ii) topologia senza scala. All'interno di reti casuali, ciascun nodo (ad es. un albero) avrà un numero limitato di collegamenti con altri nodi. Questa struttura semplificata consentirà una migliore resistenza ai disturbi esterni. D'altra parte, per le reti senza scala, il grado di connessione tra i nodi sarà più importante sebbene variabile. Osserveremo in particolare individui più fortemente collegati che svolgono il ruolo di "centro nevralgico" del sistema. Uno studio avviato da Kevin Beiler al fine di comprendere meglio i meccanismi legati alla formazione di diverse strutture topologiche all'interno di diverse comunità forestali di Douglas negli ecosistemi mesici e xerici. Le due specie fungine coinvolte erano Rhizopogon vesiculosus e Rhizopogon vinicolor. I risultati indicano una divergenza nella struttura architettonica delle reti in base agli ecosistemi studiati. Nei siti xerici, gli attributi dei vari nodi hanno rivelato una maggiore presenza di individui altamente connessi che hanno un ruolo centrale nella circolazione delle risorse e nei meccanismi di trasferimento. Pertanto, la formazione di queste strutture topologiche sarebbe collegata al contesto pedoclimatico dell'ecosistema studiato. Questo studio fornisce quindi una migliore comprensione dei meccanismi specifici della dinamica degli ecosistemi forestali e della loro resilienza ai vincoli di stress e disturbo. Inoltre, comprendere e tenere conto di questo fenomeno ecologico potrebbe, su scala più ampia, garantire uno strumento di aiuto decisionale nella selezione delle specie da mantenere nell'ambito di un programma di gestione della biodiversità.

## Influenze ecologiche della rete micorrizica

### Reti micorriziche forestali
Sebbene esistano reti micorriziche in un'ampia varietà di ecosistemi terrestri, la maggior parte degli studi si è concentrata sugli ambienti forestali. Le dinamiche forestali dipendono in gran parte dalla crescita di giovani piantine, al fine di creare nuove successioni ecologiche. È un fatto consolidato che le piantine tendono ad insediarsi preferibilmente vicino a specie vegetali conspecifiche (della stessa specie), creando così isole di rigenerazione.
Gli organismi più maturi esistenti in una comunità vegetale possono quindi influenzare le plantule, favorendone la sopravvivenza e facilitandone la crescita. In effetti, le plantule vengono colonizzate più rapidamente da una varietà di funghi micorrizici. Essere inserite in una rete consolidata dà accesso a un spettro più ampio di sostanze nutritive. Una volta inserite in questa rete, le plantule hanno maggiori probabilità di sopravvivere alle avversità ambientali (quali siccità, malattie, ecc.). L'esistenza e la formazione di queste reti ecologiche è quindi particolarmente importante per i meccanismi di rigenerazione naturale all'interno degli ecosistemi forestali, spesso disturbati dall'azione antropica (incendi, deforestazione, ecc.).
Nara Kazuhide ha studiato l'effetto delle reti micorriziche sulla fisiologia di plantule di salice (ad es Salix reinii) insediate vicino ad essenze vegetali più mature. Le modalità sperimentali prevedevano che l'essenza principale fosse, o meno, micorrizata al fine di comprendere meglio le "regole" ecologiche della formazione di una rete micorrizica. Diverse specie fungine sono state scelte come partner al fine di osservare la loro influenza sulla crescita delle plantule. Sembrava che la maggior parte degli individui fosse collegata da una singola rete micorrizica senza essere infettata da altri funghi ectomicorrizici. Le piantine di controllo piantate a contatto con piante mature non micorriziche hanno espresso i più bassi tassi di sopravvivenza. D'altra parte, l'acquisizione di sostanze nutritive e la crescita di piantine collegate da una rete micorrizica erano in gran parte superiori, ma diverse a seconda dei partner fungini. Pertanto, l'efficienza e la vitalità di una rete micorrizica oscilleranno in base alle specie di funghi coinvolte, il che potrebbe indurre una variazione nelle prestazioni delle plantule.
Un gran numero di studi sul campo, al contrario, ha tentato di smantellare le potenziali influenze delle reti micorriziche sulla creazione di impianti. Alcuni sono stati condotti nelle foreste temperate del Nord America occidentale. Attraverso queste analisi, sono state applicate e osservate diverse tecniche e metodi:
i) isolando l'effetto della rete micorrizica e non micorrizica;
ii) studiando i fenomeni di trasferimento nel suolo;
iii) studiando l'effetto della simbiosi micorrizica;
iv) studio di compatibilità tra i partner;
v) osservazione di piantine in diverse comunità vegetali (conspecifiche contro eterospecifiche):
1. isolamento dell'effetto della rete micorrizica e non micorrizica;
2. studio dei fenomeni di trasferimento dei nutrienti nel suolo;
3. studio dell'effetto della simbiosi micorrizica;
4. studio di compatibilità tra i partner;
5. osservazione di piantine in diverse comunità vegetali (conspecifiche contro eterospecifiche).

Attraverso questi studi, sono stati esaminati i modelli di sopravvivenza e rigenerazione. Nella maggior parte dei casi, i benefici nelle piantine sembrano essere più efficaci quando c'è una maggiore diversità micorrizica in associazione con piante mature .
Michael Booth, inoltre, è stato in grado di evidenziare l'impatto della copertura arborea di specie i alberi a baldacchino cospicui sull'emergere di piante di sottobosco. Le piantine possono essere più facilmente interconnesse all'interno di questa rete esistente e quindi beneficiare di un migliore accesso alle risorse del suolo (acqua, elementi minerali). Queste reti presenti all'interno delle foreste consentono di controbilanciare l'effetto negativo che la presenza della chioma potrebbe generare (ombra, competizione, alimentazione, ecc.) e influenzare positivamente i meccanismi di rigenerazione delle foreste.

## L'importanza delle reti micorriziche nelle comunità forestali
La connessione alle reti micorriziche crea feedback positivi tra alberi adulti e plantule della stessa specie. Ciò può aumentare in modo sproporzionato l'abbondanza di una singola specie, con conseguente potenziale monodominanza. La monodominanza si verifica quando una singola specie di albero rappresenta la maggior parte degli individui in una foresta. McGuire (2007), lavorando con l'albero monodominante Dicymbe corymbosa in Guyana, ha dimostrato che le plantule con accesso alle reti micorriziche avevano una sopravvivenza, un numero di foglie e un'altezza più elevati rispetto alle plantule cresciute isolate da tali reti.

### Reti micorriziche e la resistenza delle piante
Sebbene sia stato provata una condivisione delle risorse tra individui interconnessi da una rete micorrizica, alcuni effetti specifici di questo fenomeno ecologico sono ancora disseminati di aree grigie. In particolare, i meccanismi relativi ai «messaggi» circolanti attraverso questa rete che può stimolare la resistenza biotica nelle piante. Durante un'infezione da un agente patogeno o un attacco da parte di un organismo nocivo, le piante sono in grado, mediante determinati processi enzimatici, metabolici e ormonali, di difendersi e contenere la minaccia. In tal caso si parla, pertanto, di meccanismo di Resistenza Sistemica Acquisita (RSA). Per analogia, questo fenomeno può essere paragonato al funzionamento del sistema immunitario.
Naturalmente, l'idea che le piante possano comunicare tra loro attraverso la produzione e il rilascio di molecole non è nuova. Esistono numerosi esperimenti e lavori che hanno modellato e dimostrato il potenziale effetto della rete micorrizica nei meccanismi di segnalazione tra le piante. Al riguardo sono state avanzate diverse ipotesi:
1. le molecole di interesse vengono trasportate sulla superficie delle ife miceliali per azione capillare o per intervento di organismi esterni;
2. la trasmissione del segnale avviene tramite flusso transcellulare (citoplasmatico);
3. lo stress indotto da un organismo indesiderabile (parassiti, agenti patogeni, ecc.) provoca un segnale elettrochimico attraverso la rete, paragonabile a un impulso nervoso[40].

Gran parte del lavoro sin qui svolto ha consentito di dimostrare in modo inequivocabile che il rilascio di composti organici volatili (VOC) di difesa è stato spesso indotto dal pascolo. Questi composti sono prodotti in modo sistematico e possono essere trasudati nel suolo e più precisamente nella rizosfera. Fu dopo questa scoperta che venne avanzata l'ipotesi di facilitare il trasferimento al vicino da parte di funghi micorrizici. Inoltre, è stato spesso stimato che il processo di associazione micorrizica simbiotica potrebbe garantire un primo fattore di resistenza contro un gran numero di agenti patogeni e parassiti. A tal fine è possibile parlare di resistenza micorrizica indotta.
Zdenka Babikova è stato uno dei primi ambientalisti a dimostrare che in un micelio micorrizico, l'organo primordiale dell'associazione simbiotica, il trasferimento di risorse e la prospezione della matrice del suolo, potrebbe anche servire da "sistema di allarme" durante attacchi di parassiti. È stato osservato che le piante prive di afidi producono composti organici volatili (ad esempio metil salicilato) quando sono collegate a piante infestate. Pertanto, questa interconnessione consente alle piante di "anticipare" e prepararsi all'arrivo dei parassiti stessi. Il disegno sperimentale implementato ha anche permesso di discriminare il potenziale effetto della diffusione nel suolo, l'effetto del contatto tra le radici e tra le ife miceliali. È quindi dimostrato che le reti micorriziche possono influenzare i meccanismi delle interazioni ecologiche a diverse scale trofiche.
Tuttavia, l'esperimento precedente non ha rivelato l'identità del composto di segnalazione trasferito dalla rete che causa la sintesi di composti difensivi in una pianta non infestata. Pertanto, risolvere l'enigma di questo segnale era una prerogativa, un campo di applicazione importante per le fasi di ricerca che affrontano questo fenomeno. Successivamente, alcuni altri studi hanno dimostrato che sostanze lipidiche come i trigliceroli sono attivamente trasferite tramite i miceli degli organismi arbuscolari.
Studi successivi si sono concentrati su altri aspetti della segnalazione all'interno di una rete micorrizica. Ad esempio, studiando le piante di pomodoro (Solanum lycopersicum) infestate da uno specifico bruco (Spodoptera litura), è stato dimostrato che l'acido jasmonico può avere un'incidenza sull'induzione della resistenza nelle piante interconnesse. Inoltre, la resistenza delle piante all'interno di una rete micorrizica non si limitava ai soli parassiti. I lavori di Yuan Song hanno dimostrato che le piante di pomodoro interconnesse esprimevano diversi geni di resistenza in caso di attacco del fungo necrotrofico (Alternaria solani).
La comprensione dei meccanismi correlati alla componente biotica micorrizica del suolo è in progresso esponenziale. È stato dimostrato che le reti micorriziche comuni, l'ultima forma di espressione simbiotica, svolgono un ruolo importante nelle interazioni ecologiche che si verificano all'interno di un ecosistema. Tuttavia, gli esperimenti condotti negli ultimi anni hanno rivelato solo una parte del processo, rendendo necessario il proseguimento delle indagini, in particolare su una varietà più ampia di habitat.